# Málushka
Málushka (ucraniano: Ма́лушка) es un pueblo de Ucrania perteneciente al municipio rural de Malynsk, en el raión de Rivne de la óblast de Rivne.
En 2001, el pueblo tenía una población de 688 habitantes.
Se ubica unos 5 km al norte de la capital municipal Malynsk, sobre la carretera P05 que lleva a Sarny.

## Historia
Antes de la formación del actual municipio de Malynsk en 2020, el pueblo era una pedanía del consejo rural de Malynsk en el raión de Berezne.